# كاثرين كرايغ
كاثرين كرايغ (بالإنجليزية: Catherine Craig)‏ هي ممثلة أمريكية، ولدت في 18 يناير 1915 في بلومنغتون في الولايات المتحدة، وتوفيت في 14 يناير 2004 في سانتا باربارا في الولايات المتحدة.

## وصلات خارجية
- كاثرين كرايغ على موقع IMDb (الإنجليزية)
- كاثرين كرايغ على موقع أول موفي (الإنجليزية)
- كاثرين كرايغ على موقع قاعدة بيانات الأفلام السويدية (السويدية)
- كاثرين كرايغ على موقع قاعدة بيانات الفيلم (الإنجليزية)
- كاثرين كرايغ على موقع كينوبويسك (الروسية)